# 미시간 스타디움
미시간 스타디움(Michigan Stadium)는 미국 미시간주 앤아버에 위치한 다목적 미식축구 경기장이다. NCAA 미시간 대학교 풋볼팀, 남/여 라크로스팀의 홈 경기장으로 사용되고 했다.